# Graf-Zeppelin-Kaserne
Die Graf-Zeppelin-Kaserne in Calw ist eine Liegenschaft der Bundeswehr in Calw (Baden-Württemberg), in der das Kommando Spezialkräfte (KSK) seit seiner Aufstellung am 20. September 1996 stationiert ist.

## Lage
Die Kaserne liegt etwa zweieinhalb Kilometer ostwärts des Stadtzentrums von Calw. Östlich der Kaserne schließt sich ein Standortübungsplatz an.

## Benennung
Die Kaserne wurde nach dem Erfinder der Luftschiffe, Ferdinand von Zeppelin, benannt. Daneben trägt in der Bundeswehr auch das auf dem Fliegerhorst Nordholz stationierte Marinefliegergeschwader 3 den Traditionsnamen „Graf Zeppelin“.

## Geschichte
Im März 1959 wurde die Fallschirmjägerbrigade 25 in der später Graf-Stauffenberg-Kaserne genannten Truppenunterkunft in Sigmaringen aufgestellt und im Juni 1961 in die neue Graf-Zeppelin-Kaserne nach Calw verlegt. 1971 wurde der Großverband unter Verbleib am Standort in Luftlandebrigade 25 umbenannt. Im September 1996 wurde die Brigade aufgelöst und am 20. September 1996 das Kommando Spezialkräfte in der Graf-Zeppelin-Kaserne aufgestellt, welches seitdem dort beheimatet ist.
Von September 2014 bis September 2019 wurde in der Kaserne für 27,3 Mio. Euro eine multifunktionale Trainingshalle errichtet.
Anfang der 2020er Jahre sollen 140 Millionen Euro in die Kaserne investiert werden.

## Dienststellen
Folgende Dienststellen sind oder waren in der Kaserne stationiert:
Aktuell:
- Kommando Spezialkräfte (seit 20. September 1996)
- Evangelisches Militärpfarramt Calw
- Katholisches Militärpfarramt Calw

Ehemalig:
- Fallschirmjägerbrigade 25
- Luftlandebrigade 25 „Schwarzwald“ (1. Juli 1971 – September 1996)
- Fallschirmjägerbataillon 251
- Luftlandeversorgungsbataillon 256
- Fallschirmartilleriebataillon 255 (16. März 1959 – 31. Mai 1969)
- Luftlandeartilleriebataillon 255 (1. Juni 1969 – 31. März 1970)
- Gebirgsartilleriebataillon 81 (1. April 1970 – 5. November 1970)
- Fallschirmjägerbataillon 254 (Geräteeinheit)
- Feldersatzbataillon 240 (Geräteeinheit)
- Luftlandefeldersatzbataillon 257
- Luftlandesanitätskompanie 250
- Luftlandeversorgungskompanie 250
- Fallschirmpionierkompanie 250
- Luftlandepionierkompanie 250

Standortältester ist der stellvertretende Kommandeur Kommando Spezialkräfte, Oberst Andreas Reyer.